# 相隣関係
相隣関係（そうりんかんけい）とは、隣り合った土地の間の法律的関係をいう。
民法上の法律用語である。

## 概要
自分の土地は自分が自由に用いることができ、隣の土地には手出しできないのが所有権の原則だが、ある土地の使い方が隣の土地に深刻な影響を及ぼす場合もある。
民法は、隣の土地の利用に大きな害を及ぼす使い方を制限する規定と、起こりやすいトラブルを調整するための規定がある。
相隣関係を巡る紛争は件数が多く、実務的に重要である。
2023年（令和5年）4月施行の改正民法により、相隣関係に関する規定も一部見直しが行われる。

## 規定
民法には相隣関係を律する規定として以下のものがある。
- 隣地使用権（209条）
- 囲繞地通行権（210条 - 213条）
- 水流に関する権利（215条 - 222条）
- 囲障境界設置権（223条 - 232条）
- 竹木切除権（233条）
隣地の竹木の枝が境界線を越えるときは、その竹木の所有者に、その枝を切除させることができ（233条1項）、隣地の竹木の根が境界線上の越えるときは、その根を切り取ることができる（233条2項）。
以上の規定から枝と根で直接切り取ることができる主体に違いがあったが、2023年（令和5年）4月施行の改正民法では、催促しても越境した枝が切除されない場合や、竹木の所有者やその所在を調査しても分からない場合、急迫の事情があるときは越境された土地の所有者が自らその枝を切り取ることができることとしている（233条3項）[1]。
- 境界線隣接地帯に関する権利（234条 - 238条）